# انقلاب‌های ۱۸۴۸
جنبش‌ها یا انقلاب‌های ۱۸۴۸ در اروپا که به بهار ملت‌ها نیز مشهور است، انقلاب‌ها و شورش‌هایی بود که در سرتاسر اروپا در سال ۱۸۴۸ رخ داد و از دامنه‌دارترین و گسترده‌ترین جنبش‌های تاریخ اروپا بود. موج این جنبش‌ها از فرانسه در فوریه آغاز گشت و بی‌درنگ در سراسر اروپا و بخشی از آمریکای لاتین گسترده شد، و بیش از ۵۰ کشور درگیر آن شدند.

## علل و اهداف
از انگیزه‌های گسترش فزایندهٔ این ناآرامی‌ها، ناخرسندی همگانی از سردمداران در زمینهٔ کشورداری، خواست مردم برای همکاری بیشتر در گردانندگی کشور، آزادی رسانه‌های نوشتاری و قحطی شمال اروپا بر اثر سوختگی سیب‌زمینی بود؛ آفتی که در پی آن، یک میلیون ایرلندی از گرسنگی مردند، دو میلیون آواره شدند و تا یک سده همچنان آمار مردمان آن سرزمین روند کاهنده داشت. همچنین ۴۰ تا ۵۰ هزار تن در بلژیک به‌ویژه در میان فلاندری‌های شمال آن و ۴۲ هزار تن نیز در پروس جان باختند. در فرانسه هم گرسنگی نزدیک به ۱۰ هزار تن قربانی گرفت. این رویداد مایهٔ مرگ‌ومیر گسترده، مهاجرت و ناآرامی‌های دنباله‌دار گشت.
هدف بنیادین این شورش‌ها را نابودی بازماندهٔ ارباب‌رعیتی در اروپا و همچنین از بین بردن سدهایی می‌دانند، که جلوی رشد و شکوفایی سرمایه‌داری را می‌گرفت. هرچند این شورش‌ها، شورش‌هایی بورژوازی بود ولی در زمانی رخ داد که سرمایه‌داری در اروپا گسترش یافته بود ولی مارکسیسم تازه در آغاز شکل‌گیری بود. در همین زمان کشمکش‌های طبقاتی میان طبقه کارگر و بورژوازی به‌طور روزافزون شدت و توسعه می‌یافت. این شورش‌ها سبب شد تا طبقه پرولتاریای کم و بیش آگاه نقش بیش‌تری پیدا کرده و هم چون یک نیروی سیاسی مستقل در صحنه تاریخ ظاهر شود.